# Nerobergbahn
Nerobergbahn – wąskotorowa dwutorowa, trójszynowa (środkowa szyna wspólna) kolej linowo-terenowa o napędzie wodnym (balastowym, działającym na zasadzie przeciwwagi – wagony wyposażone są w zbiorniki wodne napełniane na stacji górnej i opróżniane na dolnej) i rozstawie szyn 1000 mm, w północnej części Wiesbaden (Niemcy). Jest to najstarsza kolej linowo-terenowa z napędem wodnym w Niemczech.

## Historia

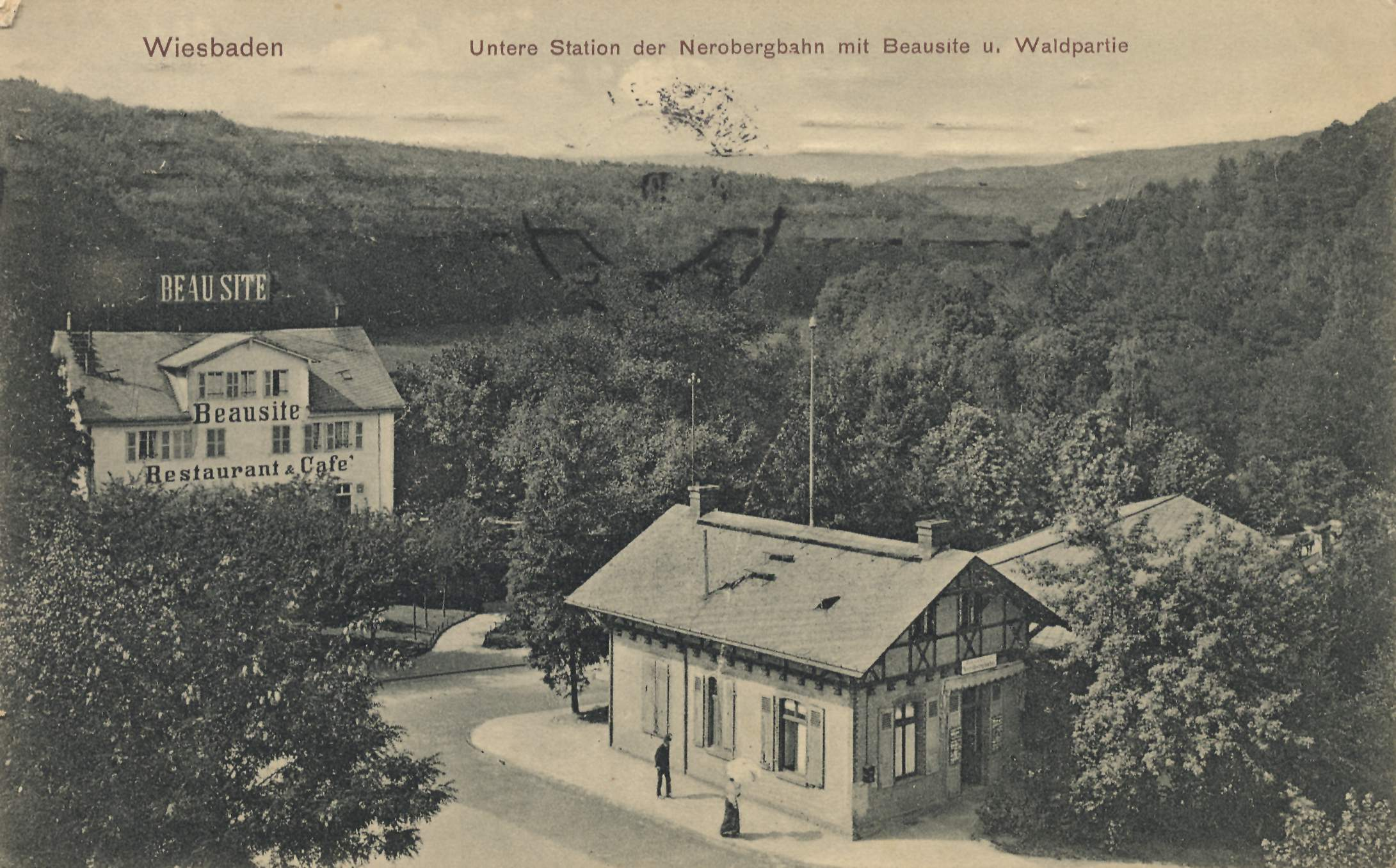
Historyczne zdjęcie dolnej stacji

W 1886 przedsiębiorca Carl Rudolf z Baden-Baden złożył wniosek o pozwolenie na budowę kolei linowo-torowej do popularnego ośrodka turystycznego Neroberg. W 1887 miasto podpisało z nim umowę na budowę. W 1888 rozpoczęto prace. Wybrano system Riggenbach (szyna zębata pomiędzy torami). Wagony zbudowały zakłady Maschinenfabrik Esslingen. 25 września 1888 nastąpiło otwarcie linii, którą w 1890 sprzedano Konsorcjum Bachsteinische. W 1895 kolej przeszła na własność Süddeutsche Eisenbahngesellschaft (SEG).
W 1923 z przyczyn ekonomicznych kolej przestała funkcjonować, jednak ruch wznowiono w 1925, kiedy to linię przejęło miasto. W 1942 trasa została włączona do miejskiego systemu transportowego. W 1944, z uwagi na zniszczenia wojenne, ruch ponownie wstrzymano, jednak w 1946 znów otwarto po remoncie. Kolej służyła wówczas amerykańskim władzom wojskowym, by w 1948 zostać przekazana do użytku publicznego. W latach 1962-1963 wyremontowano infrastrukturę i tabor, a w 1972 torowiska. W 1974 zmieniono kolorystykę wagonów. W 1988 kolej wpisano na listę zabytków Hesji. W 1991 przeprowadzono generalny remont wiaduktu. W 1998 ponownie zmieniono malaturę wagonów, a w 2000 otwarto muzeum na dolnej stacji, w dawnych zabudowaniach toalety, które zaprojektował miejski mistrz budowlany Genzmer. W 2010 zrekonstruowano pierwotny wygląd wnętrz wagonów i nadano im niebiesko-żonkilowy kolor. W 2016 nastąpił generalny remont wagonów.

## Dane techniczne
Jednotorowa trasa o rozstawie szyn 1000 mm ma długość 438,5 metrów (długość liny: 451 metrów) i mijankę długości 70 metrów pośrodku. Wagony poruszają się z prędkością 7,78 km/h. Nachylenie trasy waha się pomiędzy 15 i 26%. Część torowiska spoczywa na charakterystycznym dla krajobrazu miasta wiadukcie o długości 97,30 metra, opartym na czterech podporach. Dolna stacja znajduje się na wysokości 157 m n.p.m., a górna na wysokości 241,1 m n.p.m. Wagony zabierają 40 pasażerów w górę i 50 w dół. Pojemność zbiorników wodnych napełniających/opróżniających zbiorniki balastowe w wagonach wynosi 350 m³ (stacja górna) i 200 m³ (stacja dolna).
Dolna stacja Nerotal położona jest przy ulicy Wolkenbruch, a górna Neroberg na południe od wierzchołka góry Neroberg (245 m n.p.m.), na terenach parkowych. Wzdłuż trasy prowadzi szlak turystyczny Via Mattiacorum.

## Galeria

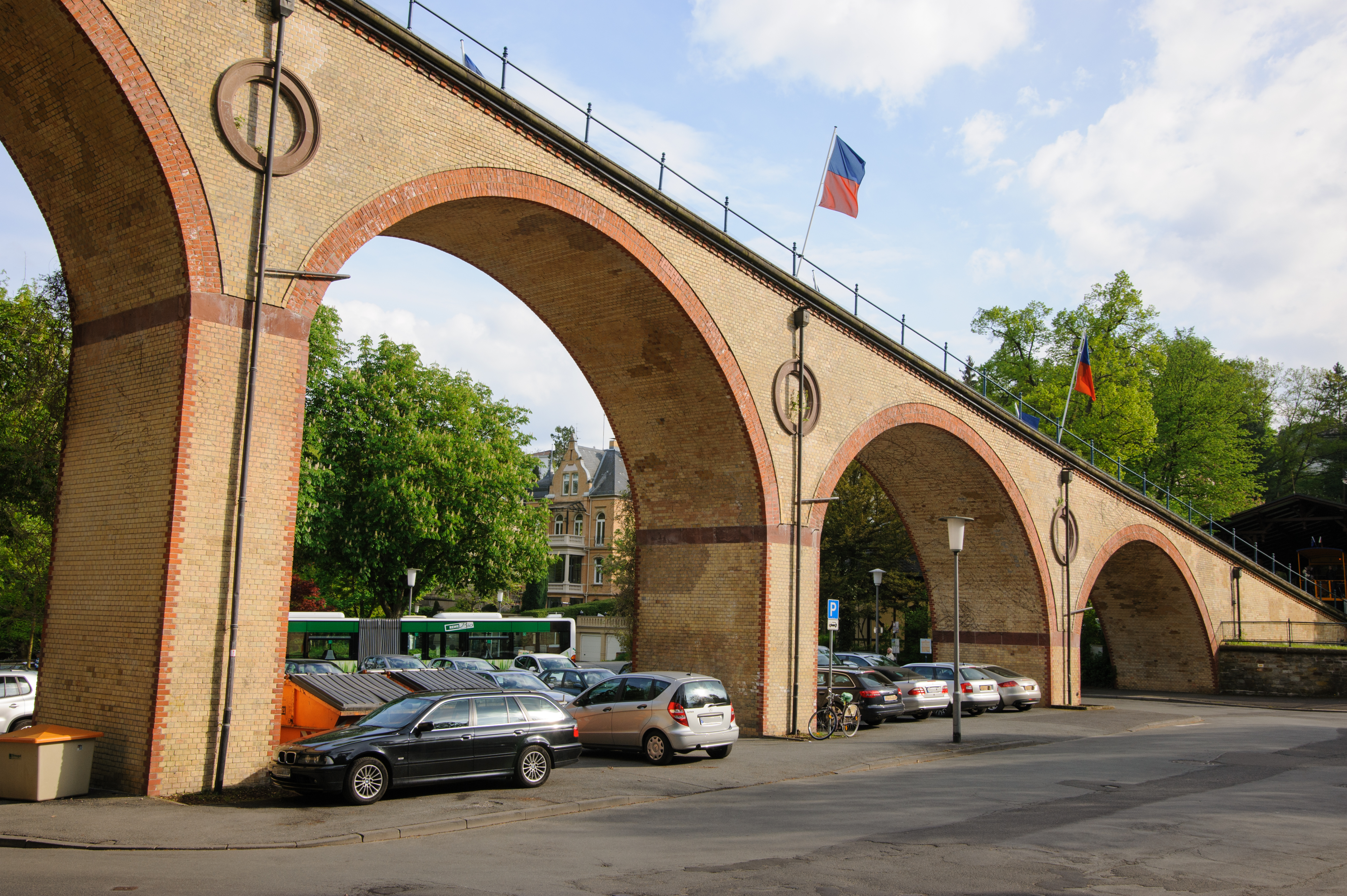
Charakterystyczny wiadukt
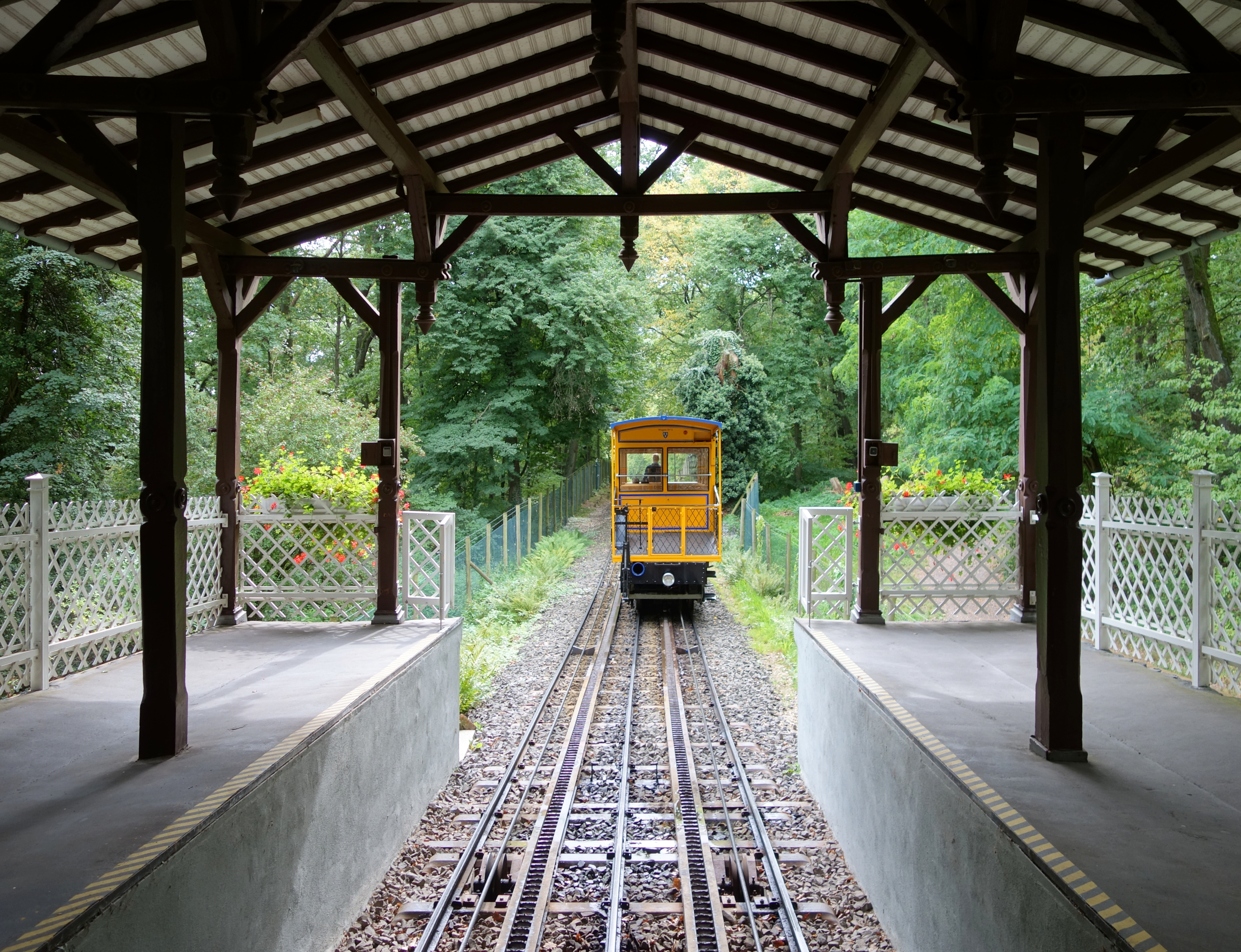
Stacja górna (Neroberg)
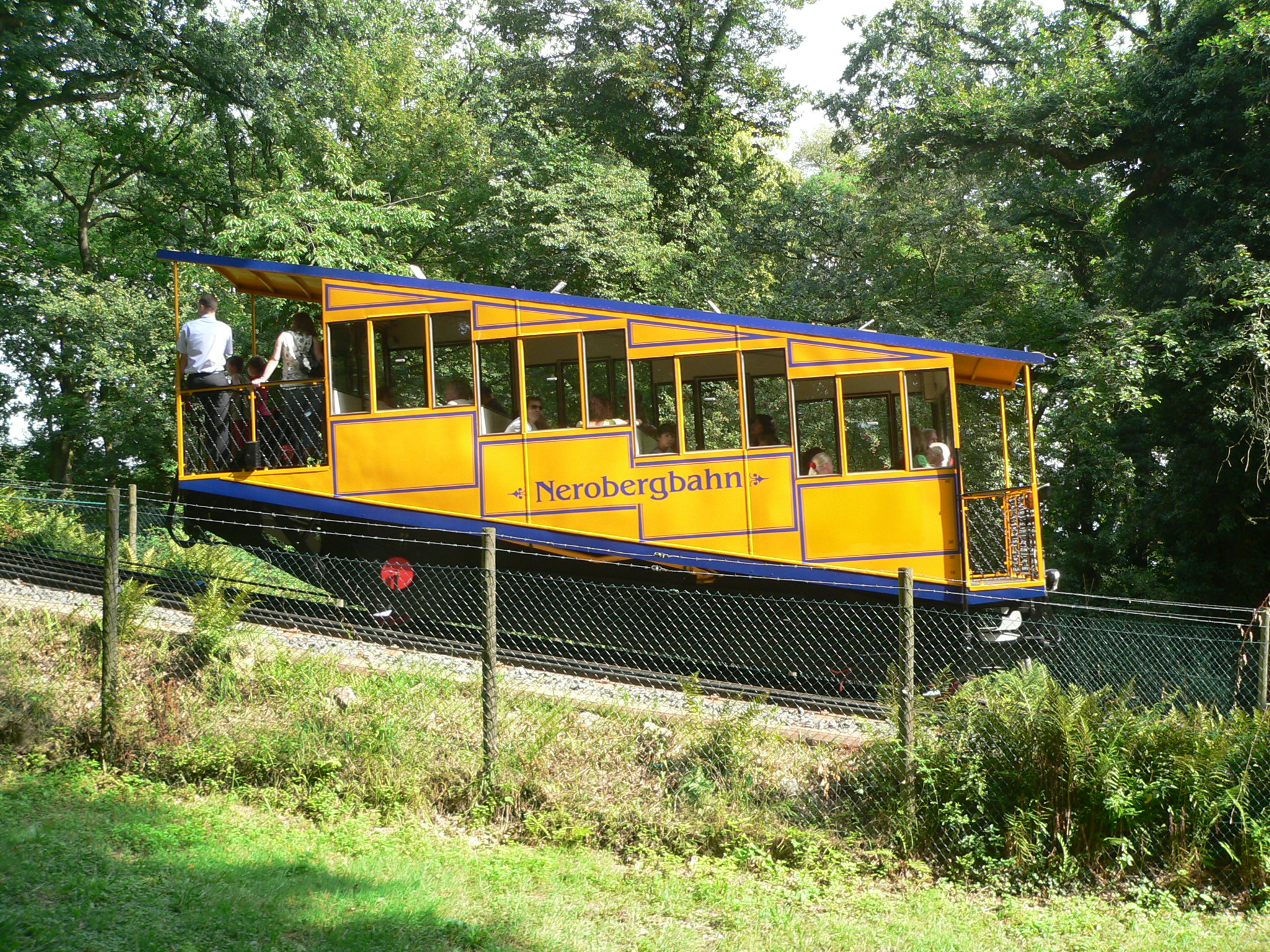
Wagon na trasie
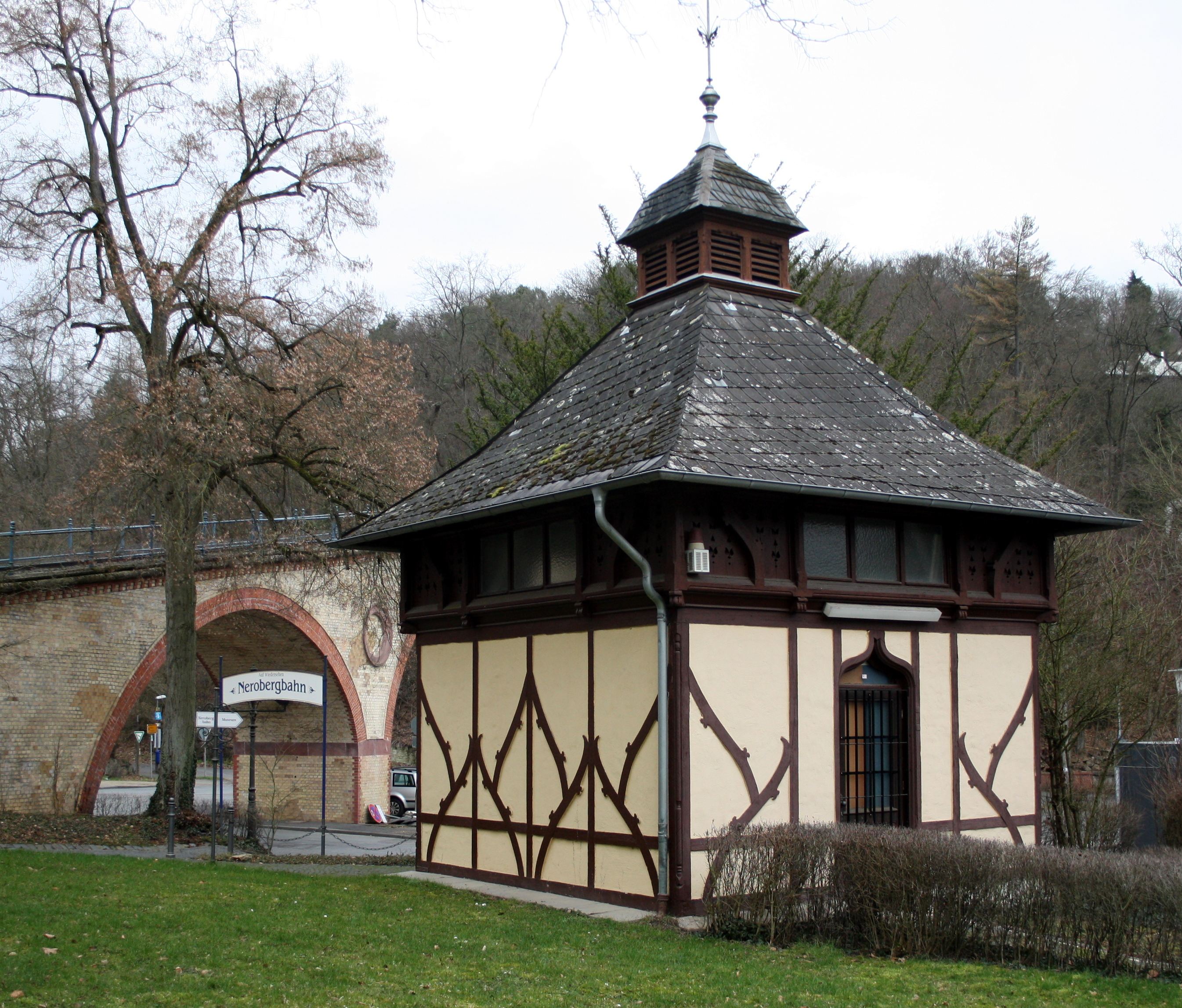
Budynek dawnej toalety (obecnie muzeum)